# Gazaj-Tovuz
La región económica de Gazaj-Tovuz (en azerí: Qazax-Tovuz iqtisadi rayonu) es una de las regiones económicas de Azerbaiyán. La región económica incluye los raiones administrativos de Aghstafa, Gadabay, Gazaj, Shamkir y Tovuz. Las industrias principales son industria petrolera, comercio internacional, industria textil, tecnología de información, etc.

## Historia
De 1991 a 2021, el territorio de los raiones administrativos de Aghstafa, Gadabay, Gazaj, Shamkir y Tovuz junto con las ciudades de Ganyá y Naftalan, así como las regiones administrativas de Dashkasan, Goranboy, Goygol y Samuj formaron parte de región económica de Ganyá-Gazaj.

## Economía
Gazaj, Tovuz, Gadabay son eminentementes agrícolas, se cultivan cereales y hortalizas, patatas, frutas, se elaboran vinos, las explotaciones ganaderas también aportan a la economía. Gadabay produce una buena cantidad de vinos y de granos, la ganadería también se practica.
Shamkir es principalmente productor de vino, cereales y hortalizas y explotaciones ganaderas. Al norte de la ciudad hay una central hidroeléctrica.